# 學校怪談 (動畫)
《學校怪談》，是由Studio Pierrot製作，並由日本富士電視台於2000年10月22日至2001年3月25日播放的原創電視動畫，台灣超視播出時譯為《學校有鬼》。平均收視率12.2％，最高收視率14.0％。全19話，並於2001年8月24日播放特別篇。

## 作品解說
與至今以嚇唬小孩為目的的作品不同，該作品是一部以作為主角的孩子們擊退妖怪為主要故事內容，擊退妖怪的方法被公認為新鮮的故事。此外，讓人意外的結果也不少。
節目完成度高，被公認有美麗的人物構圖，於播放結束經過數年的現時仍然可以聽到「希望重播」與「希望能有續篇」的聲音，是一部高人氣的電視動畫。
其後TOKYO MX於2006年便重播，後來千葉電視台又於2014年再次重播。
而特別篇「無頭機車騎士!! 死亡的詛咒」則於2001年本作播映完畢的5個月後播放，後來於TOKYO MX重播時卻改於本作最終話前的一話播出。

## 故事簡介
主角宮之下五月是個平凡的小學五年級學生，而其母親宮之下佳耶子於其年幼時因病過世。後來五月並因學校倒閉而聯同其弟宮之下敬一郎轉學到父母年幼時所讀的天之川國小。
然而當五月於第一日聯同敬一郎入讀天之川國小時，藏身於敬一郎書包內的黑貓寵物卡亞卻無故跑進天之川國小的舊校舍，讓兩人並為了追貓而踏進了充滿鬼怪的舊校舍，並於舊校舍內遇上多種不同的鬼怪。然而五月和敬一郎聯同與兩人一同踏進舊校舍的三人青山一、柿之木雷歐和戀窪桃子被舊校舍的鬼怪天之邪鬼恐嚇時，五月便於其外婆的相片框中找到其母親生前遺留的鬼日記，並根據鬼日記所說的內容靈眠天之邪鬼，卻因靈眠失敗的緣故以致天之邪鬼被封印於卡亞體內。
日後五月便按照佳耶子生前寫下的鬼日記的靈眠方法讓鬼怪靈眠，而天之邪鬼並經常以卡亞的身體協助五月等人靈眠鬼怪。

## 登場角色

### 主要角色
宮之下 五月
聲：川上倫子
本作主角，宮之下佳耶子的女兒，天之川國小5年3班的學生。
經常紮辮子以及淺綠色的瞳孔為其特徵。
因為原本就讀的學校倒閉，聯同弟弟敬一郎轉學到父母小時候所讀的天之川國小，而其外婆曾為該校校長。
與敬一郎入讀天之川國小的第一天，意外踏進了內有多個鬼怪的舊校舍，並於外婆的相片框中找到母親生前遺留的鬼日記，日後她按照鬼日記的靈眠方法讓鬼怪靈眠，完結篇成功封印逢魔後日記變成空白一片。
個性認真，有時還會對敬一郎嚴厲，但有天然呆的一面，而且本身沒有靈力，似乎很容易被鬼怪纏上。
雖然體能差，警覺性較為遲鈍，但因為母親過世的關係，所有家務皆由自己包辦。
於第13集憑著舊校舍畫像而摘下校內繪畫比賽的金牌獎，也會參加縣的畫展（不過其繪畫的舊校舍畫像卻讓舊校舍的鬼怪達文西於靈眠中甦醒）。
宮之下 敬一郎
聲：間宮久留美
五月的弟弟，1年2班的學生。
經常穿着一對雨靴為其特徵。
個性愛哭兼膽子小，相當害怕恐怖的事物，不過其本性心地善良。
很喜歡家中的貓卡亞，後來當天之邪鬼被靈眠失敗的五月等人封印於卡亞體內後，兩人更培養出不錯的感情。
青山 一
聲：本田貴子
五月的朋友兼鄰居，5年3班的學生，座位並坐在五月旁邊。
黑髮與褐啡色的瞳孔為其特徵。
怪癖是偷窺五月內褲的顏色，因此經常被五月拳打腳踢。
個性熱血，且有正義感，經常挺身保護五月等人，不過其本身也很害怕鬼怪。
柿之木 雷歐
聲：津村真琴
五月的朋友，5年3班的學生。
經常配戴眼鏡與鴨舌帽，以及豐厚的嘴唇為其特徵。
自稱「靈異研究者」，對生活中的靈異現象或傳聞相當有興趣，對於驅魔等事物也有所研究，並且擅長使用電腦搜集資料和拍照。
個性較以自我為中心，經常作出一些無謂的靈異探究，而有幾次並因為其研究行動讓五月等人惹上麻煩。
戀窪 桃子
聲：佐久間紅美
五月的朋友，6年1班的學生。
淡紫色的頭髮與經常於頭上戴著蝴蝶結為其特徵。
個性溫純，擁有迷人的美貌，本身也有點靈力，但身體比較虛弱，與五月一樣天然呆。
曾因病住院一段時間，有次深夜使用醫院的售賣機購買果汁時被佳耶子嚇倒，因而與佳耶子有所接觸。後來於五月等人靈眠鬼怪期間，佳耶子的靈魂曾幾度借用桃子的身體協助五月等人。
於動畫最終話畢業升上國中。
卡亞（天之邪鬼）
聲：中尾隆聖
宮之下家的寵物，是一隻擁有異色瞳的黑貓（右眼黃色；左眼水藍色）。
於舉行佳耶子的葬禮當天來到宮之下家，因而成為家族的一員。
於第1集五月等人因為靈眠天之邪鬼不成功的關係，結果天之邪鬼被封印於卡亞身上，因此卡亞才會說話，而天之邪鬼並經常以卡亞的身體協助五月等人靈眠鬼怪。
後來天之邪鬼於第20集（最終話）為了激勵五月靈眠逢魔而脫離卡亞的身體，卡亞才恢復正常。
據逢魔所言，天之邪鬼其實可以脫離卡亞的身體，但天之邪鬼並沒有這麼做，原因是衪喜歡上人類的關係，兼且一旦天之邪鬼脫離其身體，衪再也不能附身於卡亞身上。

### 其他人類角色
宮之下 佳耶子
聲：三石琴乃
五月與敬一郎的母親，舊姓「神山」。
讀國小時寫下鬼日記，記錄各種靈眠鬼怪的方法。
已於2年前因病過世，但似乎尚未成佛，並常常暗中借用桃子的身體幫助五月等人。
宮之下禮一郎（聲：室園丈裕（少年時期：阪口大助））
五月和敬一郎的父親，職業為土木建築工程人員。
讀國小時與佳耶子同校。而對於鬼怪的認知，與大部分的大人一樣：不否定，但也不相信。
田（聲：青山穰）
5年3班的班主任。
是個善於體諒學生和懂得解決學生心事的教師，但他與大部分的大人一樣，也不相信鬼怪的存在。
清原美園（聲：半場友惠）
5年3班的學生。
其衣服上的「CA」字樣和煙花圖案，與其垂下的頭髮為其特徵。
高橋友美（聲：折笠富美子）
5年3班的學生。
其衣服上的花朵圖案和紮馬尾為其特徵。
江藤綾（聲：淺井清己）
5年3班的學生，並是班內的班級委員。
松（聲：深水由美）
1年2班的班主任，並是學校播放室的負責教師。
起初她本身不相信鬼怪的存在，但因為其目擊天之邪鬼以貓的身體說話和目擊播放室的茜靈眠的關係，而開始改變自己對鬼怪存在的看法。而當茜被五月等人靈眠後，松嶋老師便翻閱掉於地上的鬼日記，才發現佳耶子記載了靈眠茜的其他方法，並讚嘆佳耶子是個了不起的對象。
校長（聲：楠見尚己）
天之川國小的校長。
校工（聲：青山穰）
圭太（聲：淺野麻由美）
一的朋友，5年3班的學生。
他曾於一次學藝會中被選中為班際話劇的主角，但由於他從書中內容查到扮演其角色的人會死於妖怪的詛咒，而很不願意扮演其角色。後來圭太於一次與一坐於後山樓梯的第四個階級談話時，他說了「如果體育館失火的話，演出便會取消」這番話後，因土俗神的關係，體育館便因被雷電擊中而失火，卻校長仍堅決於舊校舍的禮堂進行班際話劇。其後圭太並再次於後山樓梯的第四級階級說了「如果有人能夠替代自己」這番話後，圭太便於進行綵排時被墜下的籃球架擊中受傷。而其所扮演的角色最後由雷歐接任。
柿之木雷歐的父親（聲：中嶋聰彥）
柿之木雷歐的母親（聲：堀越真己）
岡部（聲：齋賀光希）
學校的音樂教師。
體育教師（聲：室園丈裕）
少年（聲：杉本優）、少女（聲：雪乃五月）
是曾於晚上獨自一人看家時被虎姑婆襲擊的兩人。
今井美緒（聲：中山真奈美）
5年3班的學生，個性內向。
5年來一直擔任班上的飼養委員，並擅長縫紉動物布偶。
她很喜歡學校飼養的兔子，特別是一隻名為小白的兔子，但美緒自從於小白過世後便一直感到孤單，後來美緒因從不明途經得到可以讓死者復活的布偶後，透過該布偶讓小白復活，然而於小白復活之後，學校的其他兔子竟然全部於一夜之間死光，而街道上更接連發生襲擊事件。後來美緒於某個深夜前往學校找小白聊天時，小白竟然於美緒面前凶暴化，並意圖襲擊美緒，幸好美緒及時被於小白的籠子外悄悄監視小白的五月等人救走。其後美緒與五月等人一同跑進舊校舍內的生物室暫避，而美緒並道出其讓小白復活的一切。最後美緒為了不想再有受害者，而只好將小白回復死亡狀態。
霞（聲：高野直子）
計程車司機的幽靈生前所生的女兒。
十分孝順和了解其父親，而當其父親離世後，便經常拿著父親生前喜愛的柑橘到父親墓前拜祭。
直到長大成人後，她仍拿著柑橘前往父親遇難的狸穴隧道拜祭父親，而她並曾經向五月等人問路。
住持（聲：藤本讓）
人偶寺的住持。
保健老師（聲：笹本優子）
青山一的母親（聲：瀧澤久美子）
戀窪桃子的父親（聲：森田順平）
戀窪桃子的母親（聲：渡邊美佐）
靜子的母親（聲：矢野陽子）
個性和藹的婦人。
她於一次前往靜子過世時的平交道旁拜祭時遇見五月等人，而她後來並向五月等人告知有關靜子生前的一切，而讓眾人得知靜子3年來持續停留於平交道上作亂的理由。
瀧澤司機（聲：立木文彥）
撞死靜子的計程車司機。
3年前撞倒靜子後曾經試圖將瀕死的靜子扶進其駕駛的計程車後將靜子載往醫院，然而瀧澤因為看見靜子傷勢嚴重而害怕負責任，結果他將靜子棄置於平交道旁後肇事逃逸，以至靜子來不及送醫急救而傷重身亡，而靜子的戒指並於瀧澤將其扶進其駕駛的計程車時遺留其計程車上，並以致靜子無法超生，繼而停留於平交道上作亂。
3年後，五月等人於其駕駛的計程車地板上找到靜子的戒指後，瀧澤卻誤認眾人是前來惡作劇的孩子而動身趕走眾人。其後瀧澤於一次駛經其撞死靜子的平交道時隨即被靜子的怨靈抹煞。
巴士司機（聲：小形滿）
運載五月等人前往渡邊旅館的巴士司機。
女主人（聲：岡本嘉子）
美雪的母親，渡邊旅館的女主人。
渡邊美雪（聲：坂本真綾）
五月的表姐，其家人於血染湖的湖邊經營旅館。
被血染湖的亡靈白金雪看中為其目標；而雪並卻打算利用五月等人處置美雪。雖然後來一發現了40年前的雪被溺斃的報導並揭穿其真面目，然而雪仍不侮改，並使用法力意圖將美雪推落血染湖中，但最後美雪於五月等人成功透過念咒語讓雪投胎轉世後救回。
紗子（聲：倉田雅世）
學校其中一位負責校內廣播的學生。
她曾因受到播放室的茜的影響而發高燒，其後她致電通知其他負責校內廣播的學生，提醒她們絕對不能進入播放室。
司機（聲：關智一）
曾目擊無頭機車騎士的司機。
當他一目擊無頭機車騎士後，其車子便因為受到從山坡附近墜下的鐵板剷除車頂（也是無頭機車騎士所造成）而造成意外，雖然幸好沒事，卻因為他親眼目擊無頭機車騎士的關係而精神失常，結果他於精神失常下以水果刀刺傷其脖子而意識不明。
真紀（聲：夏樹莉緒）
桃子的表姐，實習美髮師。

### 鬼怪
天之邪鬼（聲：中尾隆聖）
舊校舍的鬼怪。
當衪越吸收人類的恐懼時，其體型便會變得越大，而其力量也會隨之增強。
過去祂曾被佳耶子靈眠於整個後山中最大的樟樹，但後來該樟樹便因遭到後山開發工程的人員砍掉，而讓天之邪鬼甦醒。其後天之邪鬼回到舊校舍時假意向五月交友時遭到其拒絕，結果天之邪鬼則用其法力恐嚇五月等人，並吸收眾人的恐懼提升自己的力量。後來當五月等人於舊校舍找到佳耶子生前的鬼日記後，眾人便根據鬼日記所說的內容靈眠天之邪鬼，卻因靈眠失敗而被封印於卡亞體內。其後天之邪鬼便藉著卡亞的身體，協助五月等人靈眠鬼怪。
後來天之邪鬼於最終話曾與敬一郎承諾下次掃墓時一起前往學校後山採摘其母親生前最愛的水仙花，但後來祂為了激勵五月可以靈眠逢魔，而脫離卡亞的身體，並與逢魔同歸於盡。最後天之邪鬼以一棵大樹的型態，於五月和敬一郎面前重生，並信守承諾。
廁所的花子（聲：川澄綾子）
舊校舍的鬼怪，居住於舊校舍的女廁內。
當有人呼叫衪時，衪便會出現，然後會說「我們玩怎麼好呀？」這句話。
根據佳耶子的鬼日記所說，衪會現身於廁所內第4個廁格，但其實衪並能夠在廁所外的其他地方現身。
衪曾於第2話被赤紙青紙驅趕出境後將學校內的所有水管破壞，以發出求救信號。後來當五月於舊校舍的廁所呼叫衪時，花子並連忙提醒五月等人離開廁所，但最後桃子還是被赤紙青紙捉著。
後來花子並於第13話聯同人面犬、二宮金次郎像向五月等人提供線香，從旁協助五月等人靈眠達文西。
人面犬
舊校舍的鬼怪。
是一隻外表為巴哥犬，但其面部是人類男性的鬼怪。
曾於第13話聯同二宮金次郎像、花子向五月等人提供線香，從旁協助五月等人靈眠達文西。
二宮金次郎像（聲：半場友惠）
舊校舍的鬼怪。
為站於舊校舍門外的石像，但能夠於舊校舍內走動的鬼怪。
其嗜好為閱讀。
曾於第13話聯同人面犬、花子向五月等人提供線香，從旁協助五月等人靈眠達文西。
剪刀鬼
舊校舍的鬼怪。
是一個沒有下半身、右手持鐮刀、左手持剪刀、經常發出聲音的鬼怪。
曾於最終話遭到逢魔操控後意圖襲擊五月等人。
人體模型
舊校舍的鬼怪。
為居住於舊校舍的生物室，連器官運作也與人類一樣的鬼怪。而且儘管衪被打碎，衪依然可以活動自如。
人體模型曾於特番中被無頭機車騎士斬下其頭部，卻後來衪仍然以平穩的狀態下撿回並重新安裝其頭部。
赤紙青紙（聲：廣瀨正志）
舊校舍的鬼怪，其本體為一對青綠色的手。
是個會出現於廁所內詢問別人「要『赤紙』還是『青紙』」的鬼怪。如果選擇「赤紙」的話，衪會降下血雨淹死回答者；選擇「青紙」的話，衪會掐著回答者的喉嚨讓其窒息；但如果回答其他顏色的紙（例如「黃紙」），衪會將回答者拖進地獄，讓其永不超生。
過去牠曾被佳耶子靈眠於後山的某個水井，後來該水井因為後山的開發工程而被開發工程人員摧毀，從而讓赤紙青紙甦醒。其後赤紙青紙回到舊校舍，將待於其廁所內的花子驅趕出境；其後祂並捉走正使用舊校舍廁所的坂田老師；後來更試圖將回答了「黃紙」的一拖進地獄。而五月並曾因為找不到靈眠赤紙青紙的其中一種工具「水」而感到絕望，卻幸好五月所哭的淚水注進瓶子後，五月便唸著靈眠赤紙青紙的咒語讓其靈眠。
後來赤紙青紙曾於最終話因受到逢魔的影響而甦醒，並遭到逢魔操控後意圖襲擊五月和敬一郎。
土俗神
是一個居住於學校後山樓梯的第「4」級梯級，可以實現逗留於第「4」級梯級的人所說的話的可怕鬼怪。
過去曾被佳耶子靈眠於學校後山樓梯附近的一個地藏王菩薩像，後來該地藏王菩薩像因為不明的緣故，其頭部與身體分開，而引致土俗神甦醒。其後衪並實現一的朋友圭太其於第「4」級梯級的說話，還將曾說過「如果有人替代自己」這句話的圭太弄傷，且意圖實現圭太於第「4」級梯級說過的其中一段台詞「將所有人類帶進另一個世界」。起初五月等人以為所有異象全是天之邪鬼所為，而將天之邪鬼困進貓籠內，但後來因為一發現代替圭太主演角色的雷歐於沒有戴假血手套之際流血而得知真相，卻天之邪鬼則利用敬一郎的心軟趁隙脫逃，幸好佳耶子借用桃子的身體，並利用靈力將鬼日記翻到土俗神這頁。未料當五月等人抵達學校後山的樓梯時發現樓梯已經被拆走，卻找到當年靈眠土俗神的地藏王菩薩像，而一並使用道具膠水將地藏王菩薩像的頭部修補。然而當五月詢問天之邪鬼是否還有其他方法靈眠土俗神時，天之邪鬼不但沒有回答，還回應眾人所有事也與其無關。後來佳耶子再次借用桃子的身體，恐嚇天之邪鬼其中一段台詞「所有妖怪會消失」將會實現，結果慌張起來的天之邪鬼指出可以使用舞台上的樓梯的第「4」級梯級。最後五月等人以白布包圍自己後悄悄走上舞台，並將地藏王菩薩像擺放於舞台上樓梯的第「4」級梯級後再唸咒語，土俗神才得以靈眠。
鋼琴鬼（聲：小杉十郎太）
是一個本體為貝多芬肖像的鬼怪。衪會不斷彈奏樂曲「致愛麗絲」，而不斷被鋼琴鬼強迫聽這首樂曲「4」次的人便會死亡（即使使用耳塞掩著雙耳也會聽到）。據說，每次聽到越後面，彈奏便變得越奇怪，而最後的一次卻是類似死去般慢慢的彈奏。
由於鋼琴鬼於佳耶子讀國小的年代沒有出現，因而讓無故成為了鋼琴鬼襲擊目標的五月於鬼日記中找不到有關鋼琴鬼的內容而感到擔心。其後鋼琴鬼仍然不斷向五月彈奏「致愛麗絲」，而當五月剩下最後的一次時，五月便委託眾人陪同其前往舊校舍的音樂室內破壞其鋼琴。然而眾人抵達音樂室時，音樂室內的鋼琴突然傳出琴聲，而眾人雖然試圖將鋼琴破壞以阻止鋼琴鬼彈鋼琴，卻鋼琴因受到強勁的結界守護而未能如願。幸好佳耶子借用桃子的身體後指出鋼琴鬼的真身，並吩咐眾人找尋節拍器。最後當鋼琴鬼彈奏五月的最後一次時，借用桃子身體的佳耶子以節拍器對著鋼琴鬼後開啟節拍器，讓鋼琴鬼吸進節拍器後進入靈眠狀態，且救回五月。
脫兔（聲：矢島晶子）
舊校舍的鬼怪。
本為舊校舍的學生，生前因為體育祭賽跑比賽而不斷苦練跑步，但後來脫兔於體育祭舉行當日遭遇車禍身亡。因為其於進行比賽前過世的關係，所以衪於變成怨靈後，便化為以快跑作為生存價值的可怕鬼怪，藉著手持的巨型鐮刀，斬下和蒐集大量人類的雙腳。此外，衪有一個習慣：祂會於體育祭當日以舊校舍時鐘的時間「4」點「44」分，於第「4」條賽道的第「4」個彎位，將於賽道上跑步的參賽者的雙腳斬去，作為其收藏品。
其居住的地方為學校的體育用品室，脫兔曾經於體育用品室內以魔力襲擊正準備體育祭的師生們。
原本敬一郎也是其目標（原因是敬一郎於體育祭參加賽跑比賽時是於第「4」條賽道上跑步），卻祂因看見敬一郎以快樂的心態跑步，加上祂並受到五月和敬一郎對其的說話而深受感動，最後衪便將準備斬開敬一郎雙腳的巨型鐮刀移走後自我成佛。
虎姑婆
是一個手持著一把鐮刀、專門襲擊於晚上獨自一人看家的小孩的鬼婆婆。因為衪是依靠小孩的恐懼所形成的妖怪，所以不相信有鬼怪存在的大人是無法看見衪。
過去衪曾被佳耶子靈眠於後山神社的祠堂內。然而因為後山的開發工程，導致神社外的結界遭受破壞，促使虎姑婆甦醒，同時並失去靈眠虎姑婆的方法。
雷歐曾於晚上獨自一人看家時遭到虎姑婆上門襲擊，而雷歐雖然曾試著其從書中所得知的靈眠方法靈眠虎姑婆，卻未能如願。其後雷歐於拼命跑往宮之下家時虎姑婆並跟隨著雷歐，而當時待在宮之下家的五月和一兩人察覺其家突然停電，同時當兩人聽見雷歐的敲門聲後，兩人便盡快開啟大門讓雷歐進屋，並於虎姑婆準備進屋襲擊時將其大門關上。事後三人調閱鬼日記，而雷歐並向兩人透露虎姑婆的靈眠方法已經失效，同時天之邪鬼並解釋原因。後來當五月家的電力恢復時，天之邪鬼並告知三人虎姑婆已轉移目標，而三人並意識到仍待在青山家的敬一郎可能有危險。而此時虎姑婆卻以五月的聲音引誘敬一郎開啟大門，幸好五月和一兩人透過青山家的後門進屋，並於虎姑婆進門襲擊前及時將敬一郎帶回宮之下家。然而虎姑婆卻重返宮之下家意圖對四人下手，而五月並以燙熱的咖哩潑向虎姑婆時發現其弱點。後來四人躲進浴室內，並開啟其浴室的熱水爐等待虎姑婆進入浴室後將虎姑婆打進熱水中，卻天之邪鬼解釋單憑熱水是無法消滅虎姑婆。事後虎姑婆卻再次復活並意圖襲擊四人，幸好當祂準備進行襲擊時禮一郎和桃子正回到五月家，四人才得以安心。
後來虎姑婆曾於最終話遭到逢魔操控後意圖襲擊五月和敬一郎。
鏡子鬼
舊校舍的鬼怪。
是一群由舊校舍樓梯中的大鏡產生的鬼怪。祂們會將人類吸進鏡子內的世界後變為被吸進鏡子內的世界的人類樣貌，並逐漸將其他人類吸進鏡子內的世界，製造同伴。
每個鏡子鬼均有一副眼鏡，而祂們的眼睛並依附於其眼鏡上，同時是祂們的特徵和弱點。
過去祂們曾被佳耶子靈眠於舊校舍樓梯的大鏡中，後來該面大鏡於一次下雨天因與從其天花板滲出的雨水互相對照，以致鏡子鬼群甦醒。其後這些鏡子鬼便將所有居住於天之川的居民逐一吸進鏡子內的世界，然後逐漸變為其樣貌。而倖存的五月和一並曾險被變為雷歐樣貌的鏡子鬼誘騙，幸好一及早發現於雷歐衣服上的字是左右倒轉，加上天之邪鬼及時將鬼日記帶來，才讓兩人能夠從鬼日記中得知鏡子鬼的靈眠方法，而兩人並於理科室內找到一面鏡子後，兩人便前往舊校舍樓梯的大鏡準備執行靈眠儀式，未料該面鏡子則被鏡子鬼群弄破。正當兩人絕望之際，放置於五月衣袋中的鏡盒突然發出一陣奇異的光。最後五月將其鏡盒與舊校舍樓梯的大鏡互相對照，鏡子鬼群才得以靈眠。
黃泉路的鬼（奪衣婆）（聲：西村知道（奪衣婆型態）、菊池志穗（少女型態））
是一個本身會在晚上引誘於街道上迷路的人走上黃泉路，並引領其渡過三途川的鬼怪。後來因為近年的街道上逐漸增建街燈，很少出現迷路的人，所以衪為了繼續追尋黑暗，而進入網絡世界開設神秘鬼網站「黃泉網絡」，並將一些對「黃泉網絡」有興趣的人吸進該鬼網站內，然後再引領其渡過三途川。
衪曾將對「黃泉網絡」有興趣的雷歐吸進「黃泉網絡」內，並意圖引領雷歐渡過三途川。幸好雷歐及時察覺自己被吸進「黃泉網絡」內，加上五月記得鬼日記中曾提及過黃泉路的鬼。最後五月利用掃描器將用作逃離三途川的符咒傳送給雷歐後，雷歐才接著符咒再高舉符咒祈求想回家，他才能夠逃離三途川。
小白
本為由學校飼養的其中一隻兔子，因為其已過世的關係，而讓五月班內一向個性內向的飼養委員今井美緒感到孤單。後來美緒從不明途經獲得可以讓死者復活的布偶後，美緒便於埋葬小白的動物墓園內將小白的墳墓挖開後將該布偶放進小白的墳墓內再唸咒語，讓小白復活。
後來一於一次數兔子時發現籠子內突然多了一隻與小白長相相似的兔子，因而引起學生們的注意。翌日，五月和一於動物墓園內發現小白的墳墓曾經被挖開，並於其墳墓內發現一個布偶。後來於翌日眾人便發現學校的兔子竟然於一夜之間死光，卻只有小白生還，其後於當晚街道上並接連發生襲擊事件。事後五月等人調閱鬼日記，得知其於小白的墳墓內發現的布偶原來是一個可以讓死者復活的布偶，但是透過該布偶復活的死者卻會凶暴化，因此眾人懷疑小白可能是所有襲擊事件的元兇，於是眾人決定於深夜待於小白的籠子外悄悄地監視小白，並遇見前來探望小白的美緒。正當美緒與小白聊天時，小白竟然於美緒面前凶暴化，並意圖襲擊美緒，幸好美緒及時被五月等人救走，並逃進舊校舍內的生物室暫避，而美緒並道出其讓小白復活的一切。最後美緒為了不想再有受害者，而向小白擲出與小白相似的布偶，再唸回其早前讓小白復活的咒語，讓小白回復死亡狀態。
小白曾於最終話因受到逢魔的影響而甦醒，並遭到逢魔操控後意圖襲擊五月等人。
招穴者
是一群於隧道內死掉的亡靈。
因為祂們長時間被困於既陰暗又潮濕的隧道內而感到寂寞，所以祂們為了想要同伴，而將人類拉進隧道內，然後將被拉進隧道內的人類的精氣吸收，讓其成為招穴者。
據佳耶子的鬼日記所說，因為這些靈魂對其生前有強烈的執著而無法靈眠，所以佳耶子並於鬼日記提及自己只好不接近狸穴隧道。
祂們曾將被計程車司機的幽靈帶進狸穴隧道內的五月等人的精氣吸收，然而當眾人的精氣即將被吸收殆盡時，佳耶子便利用靈力與桃子溝通，並教導桃子其逃難方法。最後五月等人因桃子的話而重新振作，並依照桃子所說的方法，將眼前刻有自己名字的墓碑破壞，眾人才會成功逃離招穴者的幻象。
計程車司機的幽靈（聲：野澤那智）
是會一直駛經狸穴隧道的計程車司機。
生前育有一女，並喜歡吃柑橘。
過去祂於其女兒生日當日，於駕駛計程車駛經狸穴隧道的回家途中被貨車撞死，其後衪便成為將人類載往狸穴隧道的招穴者司機。
雖然衪能夠將人類載往狸穴隧道內讓人被困於其中，供那些於狸穴隧道內的招穴者汲取精氣，但其本身其實對人類無害。
計程車司機的幽靈曾經運載五月等人進入狸穴隧道內，供那些於狸穴隧道內的招穴者汲取精氣，卻後來祂因為桃子曾於其回憶中用柑橘拜訪其墓而受到開解。最後這計程車司機於五月等人成功逃離招穴者的幻象後，便帶著五月等人逃離狸穴隧道，並向五月等人告知其遇難時的經過。
瑪莉（聲：小櫻悅子）
是一個來自異世界、怨念極深並會說話的洋娃娃。只要有人不理會衪，衪便會不斷致電向對其不和的人報告自己身處的位置，直至出現於其面前；但如果仍然繼續不理會衪，其致電的次數並會變得頻密，而瑪莉到最後更由「致電騷擾」變為「襲擊」。
五月曾經因為不理會瑪莉而不斷被瑪莉致電騷擾直至出現於其面前，而瑪莉不但將曾扔掉其的禮一郎弄至重傷，祂甚至還指使所有存放於人偶寺的洋娃娃襲擊五月。然而後來瑪莉因為回想其臉部被弄髒時，五月曾用自己的手帕將其臉部弄乾淨而決定停止襲擊。最後瑪莉將五月的手帕取走後，便於五月面前消失，並將其手帕當作斗篷配戴後返回異世界。
詛咒的護士
是一個會通知病人死期的鬼護士。據說得知死期的病人也會於死期當日因病情惡化而死亡，所以有些人認為詛咒的護士是死神，但其實衪並沒惡意：衪只是來通知即將身亡的人，然後便將即將身亡的人的後事交代好的善良鬼護士。
佳耶子在透過詛咒的護士得知其死期後，便立刻寫一封信，然後委託詛咒的護士將這封信轉遞給五月、敬一郎和禮一郎。後來敬一郎因為於一次吃完午餐後便立刻於操場上跑步而導致其肚子痛，需要待於保健室休息。而當他卧床休息時，詛咒的護士突然於保健室的窗外出現，讓敬一郎感到懼怕。其後當眾人放學後，敬一郎便立刻帶眾人到保健室的窗外說回其看見鬼護士一事，而雷歐並告知眾人有關詛咒的護士的事情，然而五月卻選擇不相信詛咒的護士。後來當詛咒的護士再次出現於敬一郎面前時，敬一郎並再次將遇見詛咒的護士的事告訴五月和桃子，但五月仍不相信敬一郎，還指責敬一郎撒謊。結果五月不但讓敬一郎生氣，敬一郎更於翌日於家中留下其所寫的「我去找媽媽」的字條，悄悄帶同天之邪鬼前往佳耶子過世時的醫院。而當五月看見敬一郎留下的字條後，她便立刻翻閱鬼日記，並且找到有關詛咒的護士的內容後，便委託桃子陪同她前往醫院找敬一郎。正當五月和桃子於醫院內找到敬一郎時，詛咒的護士突然出現於敬一郎面前，而五月並曾經試著按照鬼日記所提及的靈眠方法靈眠詛咒的護士，卻未能如願。後來天之邪鬼出面解釋詛咒的護士並沒惡意，而詛咒的護士則將佳耶子寫給她們的信交給五月和敬一郎後消失。
達文西（聲：速水獎）
舊校舍的鬼怪。
本為舊校舍的美術教師，最欣賞《蒙羅麗莎的微笑》的畫家達文西。後來衪因厭世而於舊校舍的美術教室內自殺，其後更變成一個可怕的惡靈。
衪能夠於毫無止境下繪畫。無論人或者鬼怪，被繪成畫像的模特兒於完成的同時，生命則被畫像吸走，再也無法恢復原狀，所以連居住於舊校舍的鬼怪們也害怕衪。由於喜歡美少女的緣故，因此衪經常捕捉美少女作為其模特兒。
過去達文西曾被佳耶子靈眠於其繪畫的舊校舍畫像內，後來因為五月所繪畫的舊校舍畫像，讓達文西從靈眠中甦醒，甦醒的同時舊校舍所發生的真實狀況並會顯現於五月所繪畫的舊校舍畫像中，而衪同時並因看中桃子而捉走她作為其模特兒。而當達文西察覺五月等人意圖靈眠衪時，狡猾的衪便將五月手上的舊校舍畫像搶走，並開啟舊校舍畫像的時光隧道後便帶著桃子回到28年前的時光。其後五月和一兩人並跟隨之回到過去，並與28年前的禮一郎和佳耶子相遇，同時五月並委託佳耶子助其一臂之力靈眠達文西。其後當三人到達舊校舍的美術室後遇見桃子和達文西時，達文西便透露桃子的畫像只差一筆便完成。而達文西便與五月和佳耶子對峙時更將佳耶子手上的舊校舍畫像搶走，並意圖使用佳耶子的舊校舍畫像返回現代的時光後將五月的舊校舍畫像摧毀。幸好當時五月的舊校舍畫像因被校工誤作垃圾而被其放進焚化爐內，讓達文西於返回過程中遭火焰燃燒。最後五月則用線香煙燻達文西後，佳耶子便唸著靈眠達文西的咒語將其靈眠。然而當五月、一和桃子三人回到現代後，佳耶子的鬼日記並增加其與五月再度靈眠達文西的內容。
靜子（聲：野上尤加奈）
本為3年前因一場車禍而死於平交道旁的女性地縛靈，因為失去了生前其未婚夫送給衪的戒指，因此無法超生，繼而停留於平交道上作亂
3年後雷歐因為於其遇難的平交道的開玩笑攝影，以致桃子被靜子附身，並出現於由雷歐所拍攝的桃子相片中。而雷歐雖然曾試著為桃子的相片破除靈異相片的詛咒，卻因為靜子的怨念太強而失敗，並反而加深靜子對桃子的痛苦。翌日，當雷歐聯同五月等人於靜子出事的平交道拜祭靜子時，眾人便遇見靜子的母親，而靜子的母親並向五月等人交代有關靜子的一切。其後而當眾人返回平交道找尋戒指時，靜子便完全附身於桃子身上，並企圖將桃子置之死地。後來當雷歐說服靜子會找回其戒指後，靜子轉而趁著脫離桃子身體的瞬間，將其發生意外的經過和戒指的去向向桃子顯示。最後五月等人於當年撞死靜子的肇事計程車上找到靜子的戒指，而靜子並於害死其的計程車司機瀧澤駛經其害死衪的平交道時殺死他，自己並於桃子的相片中徹底消失。
闇目（松田忍）（聲：川村萬梨阿）
是一個會引誘別人參與黑暗儀式的鬼怪。如果參與者中途放棄其儀式的話，其卻會被闇目抹煞。
而過去於舊校舍就讀的女學生松田忍並因為於一次惡魔儀式中將闇目從異世界中召喚，其後她卻遭到闇目附身後失蹤。
28年後衪重返學校，引誘五月、綾、友美、美園進行一個被稱為「一星期後讓願望實現」的契約儀式，後來綾因害怕關係而請教闇目進行解除儀式，結果隨之被其抹煞。然而當其餘三人於翌日因發現綾突然從眾人的記憶中消失並且在闇目向三人交代綾的失敗後，三人便決定放棄儀式。而當五月於深夜進行解除儀式時，天之邪鬼突然出現阻止五月，並向五月解釋這是抹煞自己的儀式。事後五月立即致電予其餘二人，卻發現二人已經被消失。其後闇目以其真身出現於五月眼前，並試圖將沒有進行解除儀式的五月抹煞，幸好五月於天之邪鬼的幫助下回到其房間。而起初五月因為不知道意圖襲擊她的鬼怪名稱而感到迷茫，但後來被闇目抹煞的三人以手的形式出現於房間的露台玻璃門外，並於露台的玻璃門外寫下其名字，讓五月能夠從鬼日記中找到有關靈眠闇目的方法。後來五月以其口紅於其衣櫃的鏡子畫下紅線，並成功等待闇目被鏡子上的紅線限制祂身體的自由後五月便於其書桌的抽屜找到一部照部機，卻闇目仍能擺脫限制其身體的紅線，並以其手遮蓋五月的臉部讓其不能呼吸，幸好五月最後於即將窒息之際成功藉著照相機的閃光燈將闇目靈眠。而被闇目抹煞的三人於翌日早上被五月發現躺於其房間外的露台，同時所有認識松田忍的人並對松田忍相關的記憶同樣消失。
後來闇目曾於最終話因受到逢魔的影響而甦醒，並遭到逢魔操控後意圖襲擊五月等人。
巢魔
寄生於地脈混亂的鬼怪，其本體是一棵巨型樹木。
祂會將居住於地脈混亂的地方的人殺死後將其靈魂操控，讓其成為自己的傀儡。而且儘管巢魔已經靈眠，如果不修復地脈的混亂，也會有新的巢魔盤據。
寄生於鬼住宅區的巢魔曾將某些正進行拆卸工程的土木工程人員（包括禮一郎在內）弄病，而當眾人從五月和敬一郎口中得知其事後，眾人便決定前往鬼住宅區調查。然而當五月等人到達鬼住宅區時，眾人便因遭到鬼住宅區的男性的阻止而無法進入，卻眾人後來便決定於晚上再次行動。而巢魔並因得知五月等人正想進入鬼住宅區，結果衪便利用鬼住宅區的女性引誘五月等人進入鬼住宅區，並利用其他傀儡逐漸將眾人捉走。然而當剩下五月時，巢魔便以鬼住宅區內的升降機迎接五月，而五月並持著其手上的憑藉乘搭升降機到達天台後便遇見已失散的眾人，卻巢魔同時並將眾人的意識控制，企圖將眾人置之死地。其後巢魔出手襲擊五月，並將其手上的憑藉破壞，以致五月無法進行靈眠儀式。後來鬼住宅區的男性為了能夠讓巢魔順利靈眠，祂吩咐五月唸靈眠巢魔的咒語，並將自己化為靈眠巢魔的憑藉後，巢魔才得以靈眠，同時眾人並回復正常，而該住宅區最後被土木工程人員爆破拆卸。
鬼住宅區的男性（聲：飯塚昭三）
鬼住宅區的策劃人，生前因為於地脈的中央興建住宅區而將地脈打斷，結果便引致巢魔誕生，繼而被巢魔殺死。而通常被巢魔殺死的人，靈魂則會被巢魔操控，但唯獨只有衪沒有遭到巢魔操控。
衪曾於五月等人意圖進入鬼住宅區時阻止眾人進入，但眾人最後也於鬼住宅區的女性引誘下而踏進鬼住宅區。而當五月和桃子與其他人失散時，兩人便於樓梯遇見先前阻止眾人進入的男性。而這男性則告訴兩人整件事的來龍去脈，並告知兩人鬼怪的名稱，讓兩人能夠從鬼日記找尋靈眠巢魔的方法。然而五月因為手上的憑藉被巢魔破壞而無法進行靈眠儀式，最後鬼住宅區的男性為了能夠讓巢魔順利靈眠，祂吩咐五月唸靈眠巢魔的咒語後，則將自己化為靈眠巢魔的憑藉，並且於執行靈眠儀式時向五月坦誠其真面目後，便於五月眼前消失。
鬼住宅區的女性
鬼住宅區的住客，被巢魔殺死後靈魂便成為巢魔的傀儡。
衪曾以意圖跳樓的方式，引誘五月等人進入鬼住宅區，讓五月等人被困於鬼住宅區內。而當衪跳樓時，衪便於五月眼前擦過，讓五月感到懼怕。其後當五月告知眾人其看見鬼住宅區的女性已經跳樓，並要求眾人從高處望向地面時，鬼住宅區的女性早已消失得無影無蹤。
鬼住宅區的老人（聲：塚田正昭）
鬼住宅區的住客，被巢魔殺死後靈魂便成為巢魔的傀儡。
當五月等人看見鬼住宅區的女性意圖跳樓後，眾人便踏進鬼住宅區。而當五月等人想求助時，眾人便看見某樓層的走廊和單位有燈光，其後眾人於有燈光的單位按門鐘後，便遇見一個老人。卻這老人便對眾人說「想死的話便趁早死吧！」這句說話後讓五月等人感到質疑。後來五月等人經天之邪鬼提醒並再次回頭看，才發現老人原本所居住的單位空蕩蕩的，什麼也沒有。
鬼住宅區的女孩（聲：高森奈緒）
鬼住宅區的住客，被巢魔殺死後靈魂便成為巢魔的傀儡。
衪曾於五月和桃子兩人找尋靈眠巢魔的憑藉時，出現於桃子背後，並要求桃子與其玩。然而最後當桃子轉身時，桃子便立刻被鬼住宅區的女孩捉走後失蹤。
白金雪（血染湖的亡靈）（聲：川田妙子）
本為40年前於五月的表姐美雪的旅館工作的女服務生所生的女兒，因為該女服務生將雪遺棄於血染湖的湖邊後失蹤。其後雪總是於血染湖的湖邊等待母親回來，結果她因為不小心摔落湖中溺死，而成為一個可怕的怨靈
因為衪感到寂寞，所以衪想帶同美雪離開這世界，於是操縱其精神，不但向五月等人自稱為美雪的妹妹，還欺騙眾人美雪已摔落血染湖中遇溺身亡後其亡魂不斷於附近作亂，同樣雪更將發現了其逝世報導的一囚禁於其房間內。
後來當雪於引領眾人唸咒語之際，成功逃脫的一卻及時趕到，並當場揭穿雪的真面目。然而雪仍不悔改，並以其法力意圖將美雪殺害。最後五月等人以雪早前教導眾人的咒語反用於雪上，雪才得以投胎轉世，並救回美雪。
播放室的茜（聲：緒方惠美）
舊校舍的鬼怪。
生前本為舊校舍負責校內廣播的女學生，因為在進行校內廣播時突然心臟病發而死，其後其聲音並好幾次從喇叭自動傳出，據說聽到其聲音的人也會於當天日落前死掉。因為無法廣播到最後，所以死得很不甘心
十分討厭數字「4」（因為「4」是死的數字），因此衪倒數時從來也不說「4」。
過去茜曾被佳耶子封印於舊校舍播放室的麥克風內。後來靈眠茜的麥克風因為老舊毀損，讓茜從麥克風內甦醒。
第1日因為茜剛剛從麥克風內甦醒，所以當日聽到其聲音的人只會發高燒；但第2日沒有那麼好運：這次聽到其聲音的人，則會於當日日落時分死掉。而衪於五月進行放學廣播時將播放室的唯一出入口反鎖，並脅持於播放室內的五月。後來當五月於茜倒數時察覺到其靈眠方法以及眾人及時將播放室門外的鎖破壞後便以鐵琴敲擊播音結束的曲調「4」下後成功將茜靈眠。
逢魔（聲：大塚明夫）
棲息於天之川的惡靈。
祂具有操控四周事物的力量，並能夠喚醒兼操控已被靈眠的鬼怪。
將逢魔靈眠並是歷代神山家祖先的使命，而對於繼承神山家血脈的人來說，與逢魔對抗並是其最大的考驗。
過去曾被佳耶子靈眠於天川寺的大鐘內，後來祂透過其儲存的魔力，利用雷電將天川寺的大鐘破壞而再度復活。其後祂使用魔力操控所有於學校內的師生們和已被五月靈眠的鬼怪，並將五月和敬一郎反鎖於舊校舍內意圖殺害兩人。
起初五月因為覺得其身上沒有一些靈力而失去自信，後來天之邪鬼為了激勵五月可以順利靈眠逢魔，而脫離卡亞的身體，讓其身體受重傷。結果五月便因受到天之邪鬼的打擊而鼓起勇氣，以鬼日記內的所有內容當作媒介將逢魔靈眠，而天之邪鬼同時並與逢魔同歸於盡。
無頭機車騎士（聲：高木涉）
本為13年前某個於天海鎮墜海身亡的飆車族，因為其屍體撈起時沒有頭部，因而成為一個可怕的無頭靈。
據說衪會於其忌日出沒，如果有人目擊衪的話，目擊衪的人的頭將會被衪奪走；而部分曾目擊無頭機車騎士卻倖存的對象，便會因為過於恐懼而導致精神錯亂。
無頭機車騎士的幽靈（並包含所有無頭靈）是非常強悍的靈，原因是當所有無頭靈被靈眠後也會想從被封閉的頭內爬出，衪們會連續散發出強烈的光後再次甦醒，所以佳耶子並於鬼日記提及靈眠無頭靈時一定要用心。
無頭機車騎士曾意圖將因沒有圍著圍巾並直接目擊其的五月其頭部奪走，而五月並曾於靈眠無頭機車騎士時險被無頭機車騎士以鐵板弄斷其頭部，卻幸好被一救回。而無頭機車騎士並藉著五月於進行其靈眠儀式時的分心而成功逃脫，並於眾人眼前擦過（幸好當時眾人於頸上圍著一條圍巾才平安無事）後離去，並且繼續找尋下一個目標。
無頭馬
是被佳耶子記錄於鬼日記內的無頭靈，五月等人便是根據其靈眠方法將無頭機車騎士靈眠。

## 舞台設定
天之川
本作主要的舞台。
眾人所居住和上學的地點，位於東京的近郊。
其後山地帶則為開發區，同時並有部分鬼怪於此地靈眠，卻其後山的開發工程並間接讓處於靈眠狀態的鬼怪甦醒。
天之川國小
眾人所就讀的國小。
當中有歷史悠久的舊校舍，同時並有部分鬼怪於舊校舍居住。
狸穴隧道
位於後山的一條隧道，內有大量的招穴者。
佳耶子曾於讀國小時進入該隧道，而她並於成功逃離招穴者的幻象後便將其於狸穴隧道所經歷的事記載於鬼日記中。其後狸穴隧道則遭到封閉。
後來狸穴隧道便因後山的開發工程而重新開放，讓招穴者群能夠重見天日。
鬼住宅區
處於地脈混亂的住宅區，並是巢魔的寄生處。
五月等人曾進入該住宅區，並險被巢魔殺死，後來當巢魔被靈眠後，該住宅區並於不久被爆破拆卸。
血染湖
位於深山的湖泊，並為亡靈白金雪所溺死的地方。
天海鎮
天之川的鄰鎮，鄰近海邊。

## 製作人員
- 原案：《學校怪談》常光徹（日语：常光徹）（講談社KK文庫）
- 企劃：清水賢治、白川隆三、布川郁司
- 導演、音響監督：阿部記之
- 劇本統籌：橋本裕志
- 人物設定：大西雅也（日语：大西雅也）
- 配角設定：北山真理（日语：北山真理）
- 美術監督：高田茂祝
- 色彩設計：上谷秀夫
- 技術導演：高橋賢太郎
- 攝影監督：福島敏行
- 剪輯：植松淳一
- 音樂：和田薰
- 音響效果：武藤晶子（日语：サウンドボックス）
- 音響製作：ZACK PROMOTION（页面存档备份，存于）
- 製作人：中村百合子（日语：中村百合子）、勝股英夫、萩野賢
- 製作：富士電視台、SPE Music Publishing、Studio Pierrot

## 主題曲
片頭曲
作詞、作曲：拓哉，編曲：佐久間正英、Hysteric Blue，主唱：Hysteric Blue
片尾曲「Sexy Sexy,」
作詞：MASASHI、TAMA，作曲：MASASHI，編曲：CASCADE、久保浩二，主唱：CASCADE

## 各話列表
| 話數    | 標題 （日文）（中文）           | 編劇     | 分鏡     | 演出     | 作畫監督   | 播放日期        |
| ------- | ------------------------------- | -------- | -------- | -------- | ---------- | --------------- |
| 第1話   | 今夜鬼怪將甦醒！！ 天之邪鬼     | 橋本裕志 | 阿部記之 | 阿部記之 | 宇佐美皓一 | 2000年 10月22日 |
| 第2話   | 從廁所伸出的手...赤紙青紙       | 山口亮太 | 影山楙倫 | 影山楙倫 | 柳野龍男   | 10月29日        |
| 總集篇1 | 特別篇！！靈眠的恐怖            | 不適用   | 不適用   | 不適用   | 不適用     | 11月5日         |
| 第3話   | 開演！！被詛咒的學藝會 土俗神!! | 橋本裕志 | 榎本明廣 | 榎本明廣 | 河村明夫   | 11月12日        |
| 第4話   | 來自死者的鎮魂歌 致愛麗絲       | 大和屋曉 | 小柴純彌 | 石堂宏之 | 深澤學     | 11月19日        |
| 第5話   | 被血染的體育祭 脫兔！！         | 中弘子   | 影山楙倫 | 松浦錠平 | 高木信一郎 | 11月26日        |
| 第6話   | 撕裂門扉的惡魔之手 慘劇之夜     | 十川誠志 | 林有紀   | 林有紀   | 本橋秀之   | 12月3日         |
| 第7話   | 被鏡子偷走的魂魄！！ 鏡子鬼     | 山口亮太 | 植田秀仁 | 畠山茂樹 | 宇佐美皓一 | 12月10日        |
| 第8話   | 通往地獄的路 黃泉之鬼           | 大和屋曉 | 榎本明廣 | 榎本明廣 | 中森良治   | 12月17日        |
| 第9話   | 於晚上徘徊的屍體 小白           | 中弘子   | 影山楙倫 | 影山楙倫 | 柳野龍男   | 12月24日        |
| 總集篇2 | 幽靈大集合                      | 不適用   | 不適用   | 不適用   | 不適用     | 2001年 1月3日   |
| 第10話  | 沒有出口的隧道 招穴者           | 十川誠志 | 西澤晉   | 林有紀   | 本橋秀之   | 1月14日         |
| 第11話  | 會說話的瑪莉玩偶 恐怖的影子     | 山口亮太 | 畠山茂樹 | 畠山茂樹 | 河村明夫   | 1月21日         |
| 第12話  | 通知死期的護士 媽媽的回憶       | 十川誠志 | 小柴純彌 | 小柴純彌 | 深澤學     | 1月28日         |
| 第13話  | 吞噬人的繪畫 達芬奇             | 橋本裕志 | 阿部記之 | 松浦錠平 | 高木信一郎 | 2月4日          |
| 第14話  | 奪命的靈異照片 魔鬼平交道       | 山口亮太 | 榎本明廣 | 榎本明廣 | 中森良治   | 2月11日         |
| 第15話  | 惡魔的符咒 黑暗儀式             | 大和屋曉 | 植田秀仁 | 石堂宏之 | 宇佐美皓一 | 2月18日         |
| 第16話  | 吞噬人類的住宅區！！ 怨靈的巢穴 | 大和屋曉 | 林有紀   | 林有紀   | 本橋秀之   | 2月25日         |
| 第17話  | 恐怖的血染湖！！ 雪的亡靈       | 中弘子   | 影山楙倫 | 岩永彰   | 柳野龍男   | 3月4日          |
| 第18話  | 播放室的茜！！ 死者的聲音       | 十川誠志 | 下田正美 | 小柴純彌 | 千葉道德   | 3月11日         |
| 第19話  | 再見了天之邪鬼 逢魔降臨         | 橋本裕志 | 阿部記之 | 阿部記之 | 深澤學     | 3月25日         |
| 特別篇  | 無頭機車騎士！！ 死亡的詛咒     | 橋本裕志 | 植田秀仁 | 畠山茂樹 | 大西雅也   | 8月24日         |

- 第9話在2000年12月24日《烏龍派出所》的衍生特別節目《2000年最後最棒的贈禮 烏龍派出所、學校怪談加入我們了！（日語：》中合併播出。

### 未播放
原本於2000年11月5日播放的第3話「我，漂亮嗎？裂口女」，因為受到唇顎裂患者的團體抗議而未能播映。而原先於該日播放《學校怪談》的時間便改播總集篇1「特別篇!! 靈眠的恐怖」。至今，該話並沒有收錄於《學校怪談》的DVD，成為封印作品（而該作品的裂口女只出現在片尾動畫）。
| 原定話數 | 標題 （日文）（中文） | 編劇     | 分鏡     | 演出     | 作畫監督 | 原定播放日期  |
| -------- | --------------------- | -------- | -------- | -------- | -------- | ------------- |
| 第3話    | 我，漂亮嗎？ 裂口女   | 十川誠志 | 畠山茂樹 | 畠山茂樹 | 中森良治 | 2000年11月5日 |

## 相關項目
- 學校怪談 (電影)

## 外部連結
- Studio Pierrot作品官方網站 （日語）
- 動畫節目官方網站（TOKYO MX）（页面存档备份，存于） （日語）
- 『學校怪談』第3話：我，漂亮嗎？ 裂口女停播公告（TV動畫資料館）（页面存档备份，存于） （日語）